# Mae Nam Mae Klong
Der Mae Nam Mae Klong (Thai: แม่น้ำแม่กลอง, Aussprache: [mɛ̂ː náːm mɛ̂ː klɔːŋ]), oder nur Mae Klong, ist ein Fluss im westlichen Teil der Zentralregion von Thailand. Der Fluss beginnt am Zusammenfluss von Khwae Noi und Khwae Yai bei Kanchanaburi. Er mündet später in der Provinz Samut Songkhram in den Golf von Thailand.
Der Fluss ist 140 Kilometer lang.
In den 1960er-Jahren wurde der Oberlauf des Flusses bis zur Provinzhauptstadt Kanchanaburi in Khwae Yai (แม่น้ำแควใหญ่, „Großer Nebenfluss“) umbenannt, da bis dahin die berühmte Brücke über den Kwai über den Mae Klong und nicht über den Fluss Khwae (Kwai) führte.

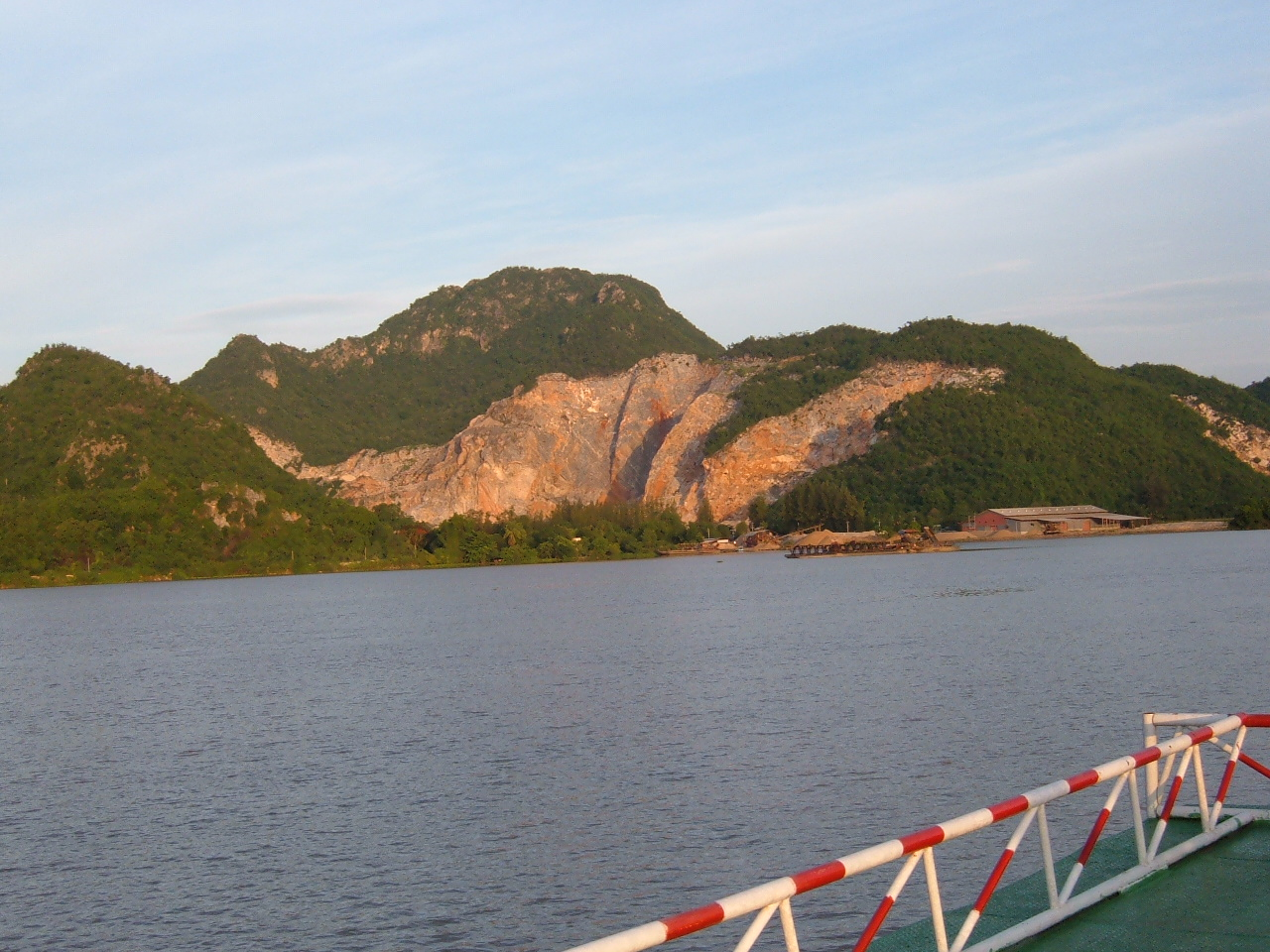
Mae Klong
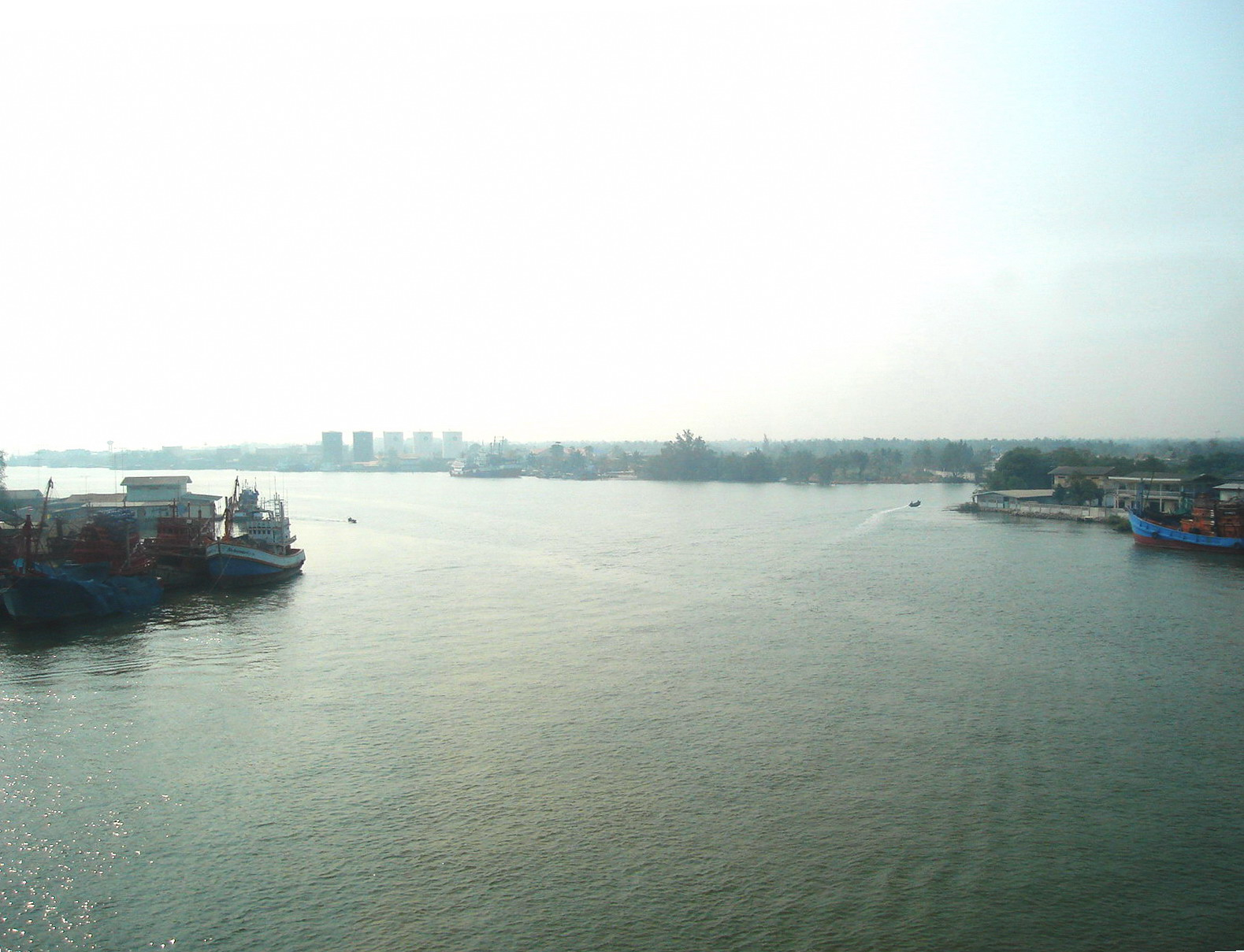
Mae Klong bei Samut Songkhram
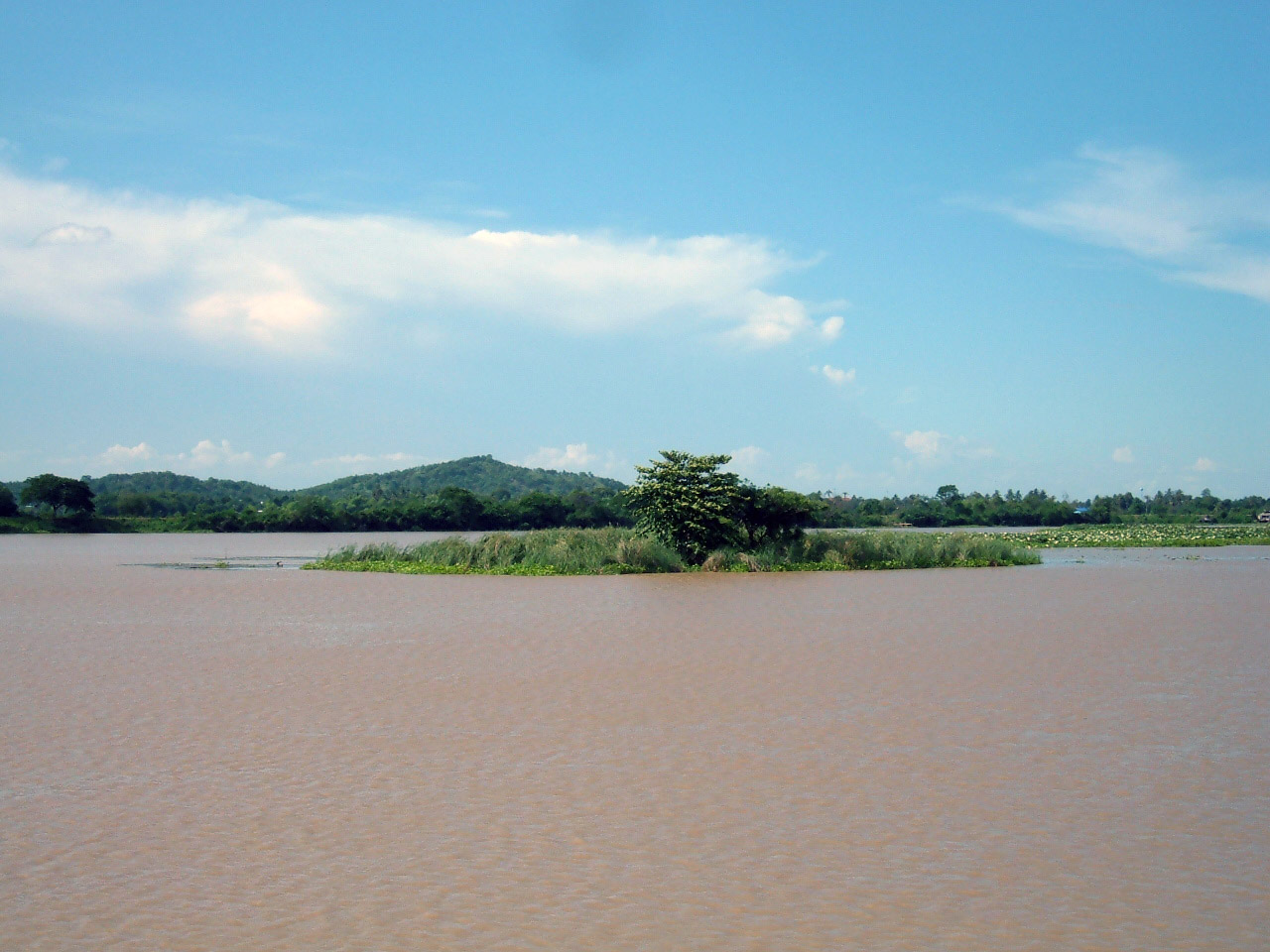
Mae Klong
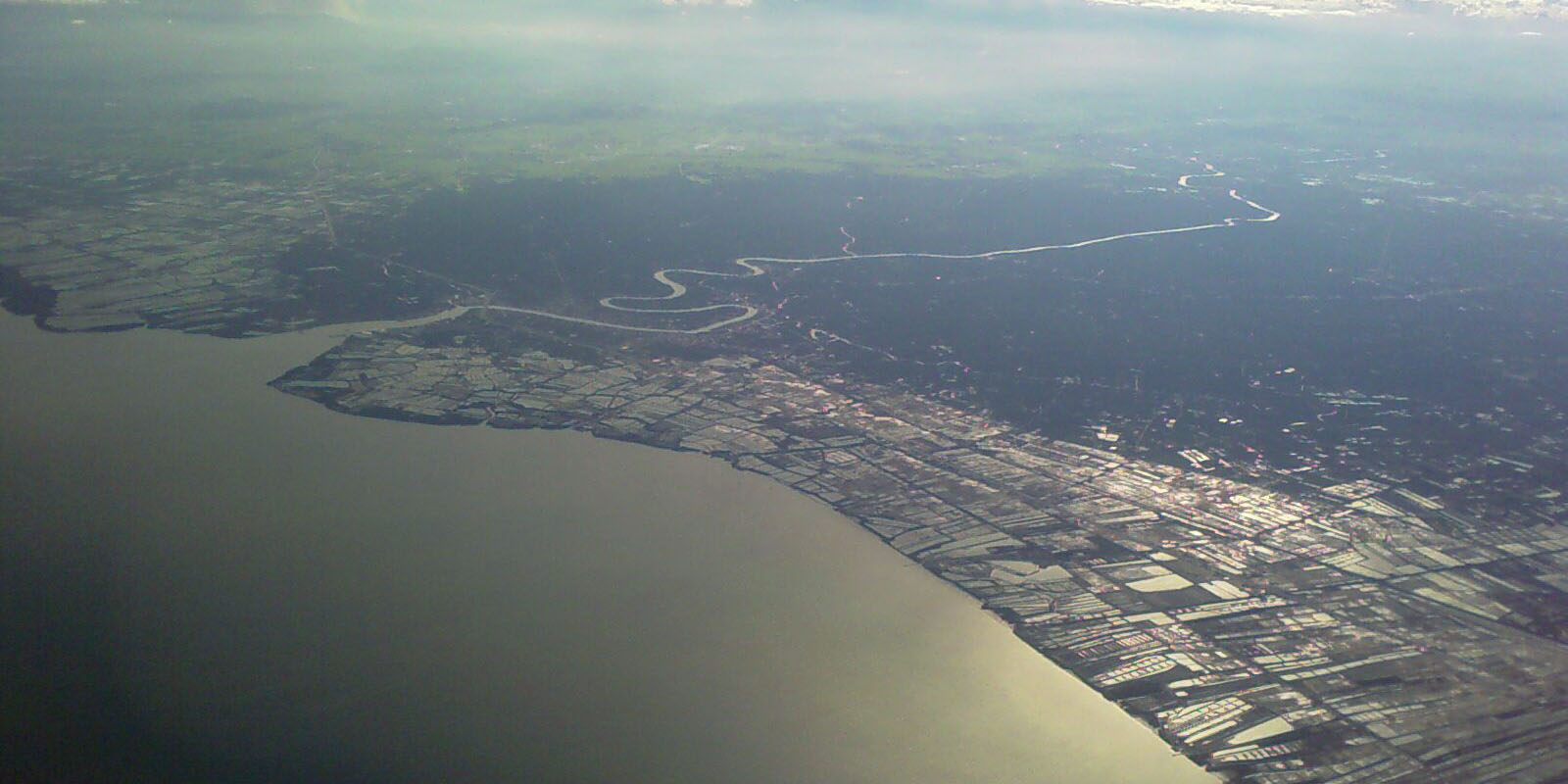
Mündung des Mae Klong in Samut Songkhram